# Turn On the Night
Turn On the Night è una brano del gruppo rock Kiss, incluso nell'album Crazy Nights del 1987 e pubblicato come singolo il 27 febbraio dell'anno successivo (assieme al brano "Hell or High Water" pubblicato come lato B).

## Tracce
- Lato A: Turn On the Night
- Lato B: Hell or High Water

## Formazione
- Gene Simmons - basso
- Paul Stanley - chitarra elettrica
- Bruce Kulick - chitarra elettrica
- Eric Carr - batteria

## Tracce
- Lato A: Turn On the Night
- Lato B: Hell or High Water